# Langsprietmotten
De langsprietmotten (Adelidae) zijn een familie van vlinders in de superfamilie Adeloidea. De groep wordt ondergebracht bij de Microlepidoptera of kleine vlinders, in de volksmond vaak motten genoemd. Langsprietmotten zijn herkenbaar doordat de voelsprieten of antennae bij de mannetjes aanzienlijk langer zijn dan de rest van het dier. De mannetjes maken in groepen baltsvluchten bij de uiteinden van takken waarop een vrouwtje zit. De voelsprieten van vrouwtjes zijn korter en dikker dan die van de mannetjes. De langsprietmotten werden voorheen gerekend tot de Monotrysia, een niet langer als taxonomische eenheid gehanteerde afdeling van de vlinders, die gekenmerkt wordt doordat de paring en de eileg bij het vrouwtje via dezelfde lichaamsopening plaatsheeft. Dit laatste wordt als een primitief kenmerk beschouwd.
De rupsen van veel soorten langsprietmotten leven van afgevallen en verdorde bladeren van verschillende voedselplanten, en staan bekend als leaflitter-feeders.
De familie Adelidae kent grofweg twee groepen. De soorten van de geslachten Adela, Nemophora en Cauchas zijn vaak donker gekleurd, met een olieachtige glans, waarin verschillende kleuren zichtbaar zijn. Sommige soorten hebben gele banden of vlekken. Soorten van het geslacht Nematopogon zijn okerbruin gekleurd.
Langsprietmotten vliegen in het voorjaar, vooral in de maanden mei en juni. De vroegst vliegende soort, Adela cuprella, vliegt al in maart en april. Adela croesella is de laatst vliegende soort en kan nog rond half juli worden gezien.
Een algemene soort in loofbossen is Adela reaumurella. De vlinders kunnen vaak in groepen van honderden bij elkaar worden gezien bij de uiteinden van de takken van zomereik, zachte berk, wilde lijsterbes en andere loofbomen. De soort vliegt vooral in mei. Erg algemeen is ook Nemophora degeerella, een soort die langs bosranden, in weelderige tuinen en parken en op andere plaatsen met loofbomen, kan worden gevonden.
Uit het geslacht Nematopogon is vooral Nematopogon swammerdamella algemeen in loofbossen.
Sommige soorten zijn monofaag en gebonden aan een specifieke waardplant. Zo leven de rupsen van Cauchas rufimitrella op pinksterbloem, die van Cauchas fibulella op gewone ereprijs en die van Nemophora violaria op klokjesgentiaan.

## In Nederland voorkomende soorten
- Nematopogon pilella - Bosbeslangsprietmot
- Nematopogon schwarziellus - Zuidelijke langsprietmot
- Nematopogon adansoniella - Gevlekte langsprietmot
- Nematopogon metaxella - Brede langsprietmot
- Nematopogon swammerdamella - Bleke langsprietmot
- Nematopogon robertella - Naaldboslangsprietmot
- Nemophora degeerella - Geelbandlangsprietmot
- Nemophora ochsenheimerella - Geoogde langsprietmot
- Nemophora metallica - Gouden langsprietmot
- Nemophora cupriacella - Koperkleurige langsprietmot
- Nemophora violellus - Gentiaanlangsprietmot
- Nemophora fasciella - Balottelangsprietmot (wordt beschouwd als in Nederland uitgestorven)
- Nemophora minimella - Blauweknooplangsprietmot
- Adela violella - Hertshooilangsprietmot
- Adela reaumurella - Smaragdlangsprietmot
- Adela cuprella - Wilgenlangsprietmot
- Adela croesella - Gebandeerde langsprietmot
- Cauchas fibulella - Dwerglangsprietmot
- Cauchas rufimitrella - Pinksterbloemlangsprietmot

## Foto's

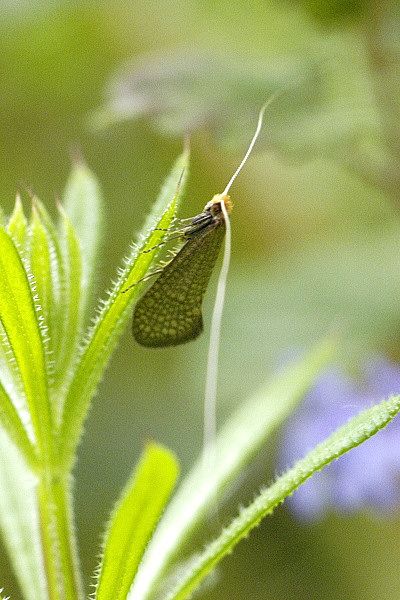
Nematopogon adansoniella
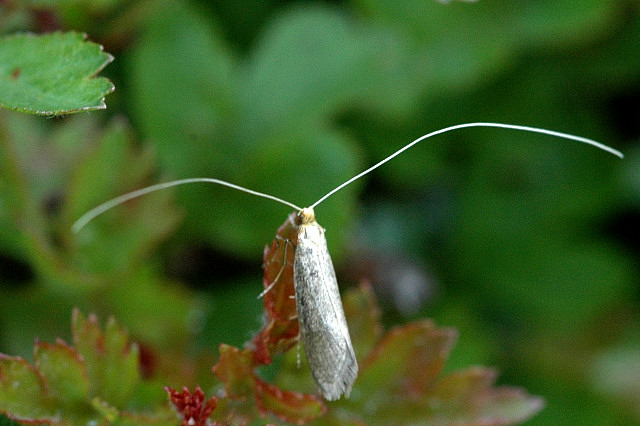
Nematopogon swammerdamella
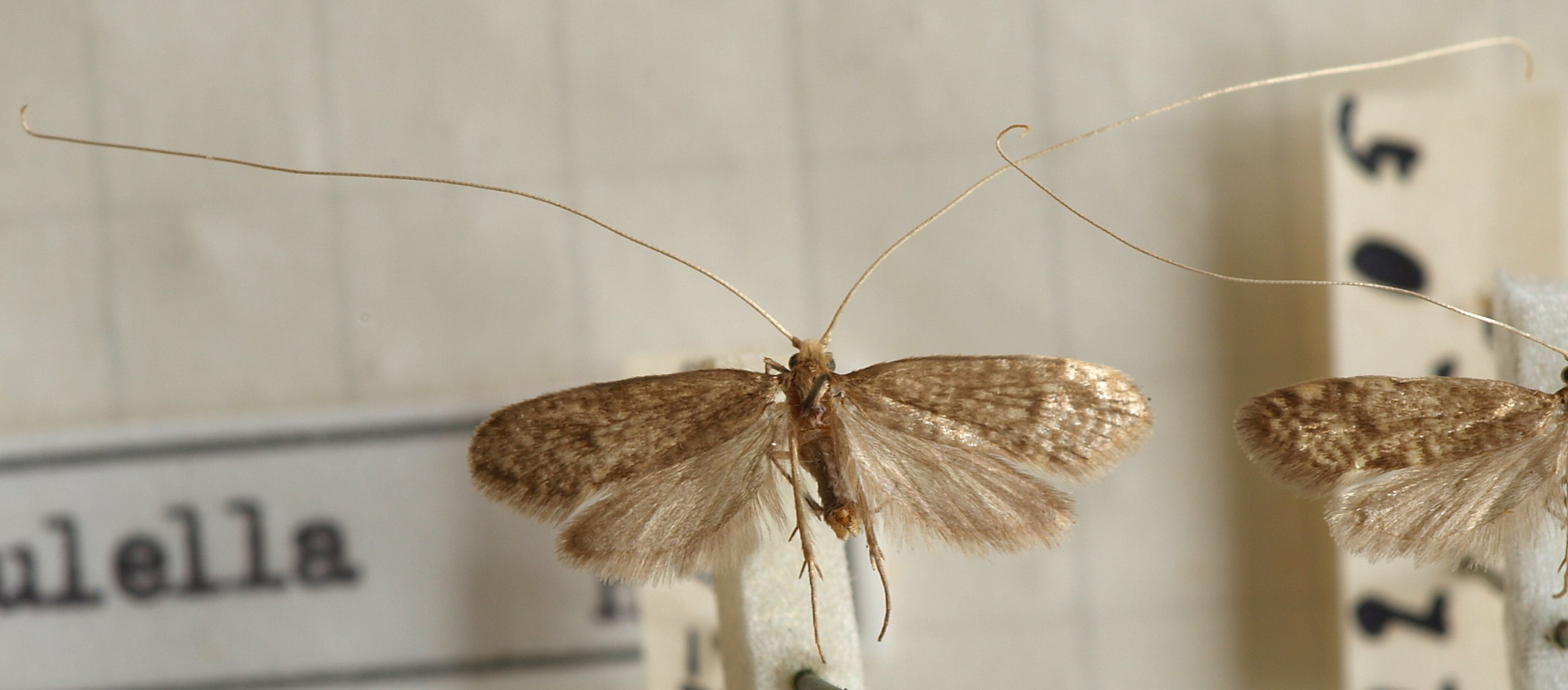
Nematopogon robertella
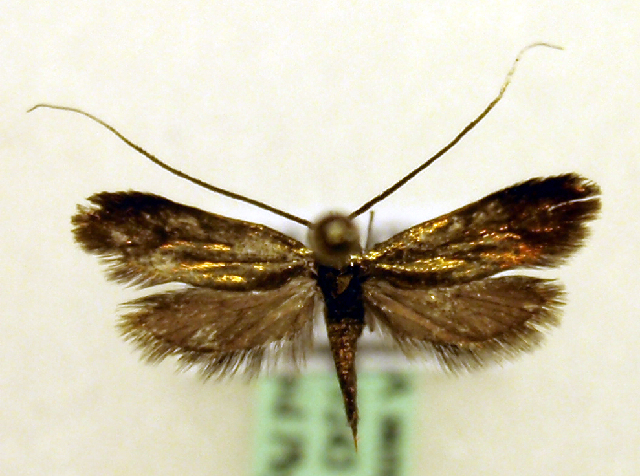
Nemophora cupriacella
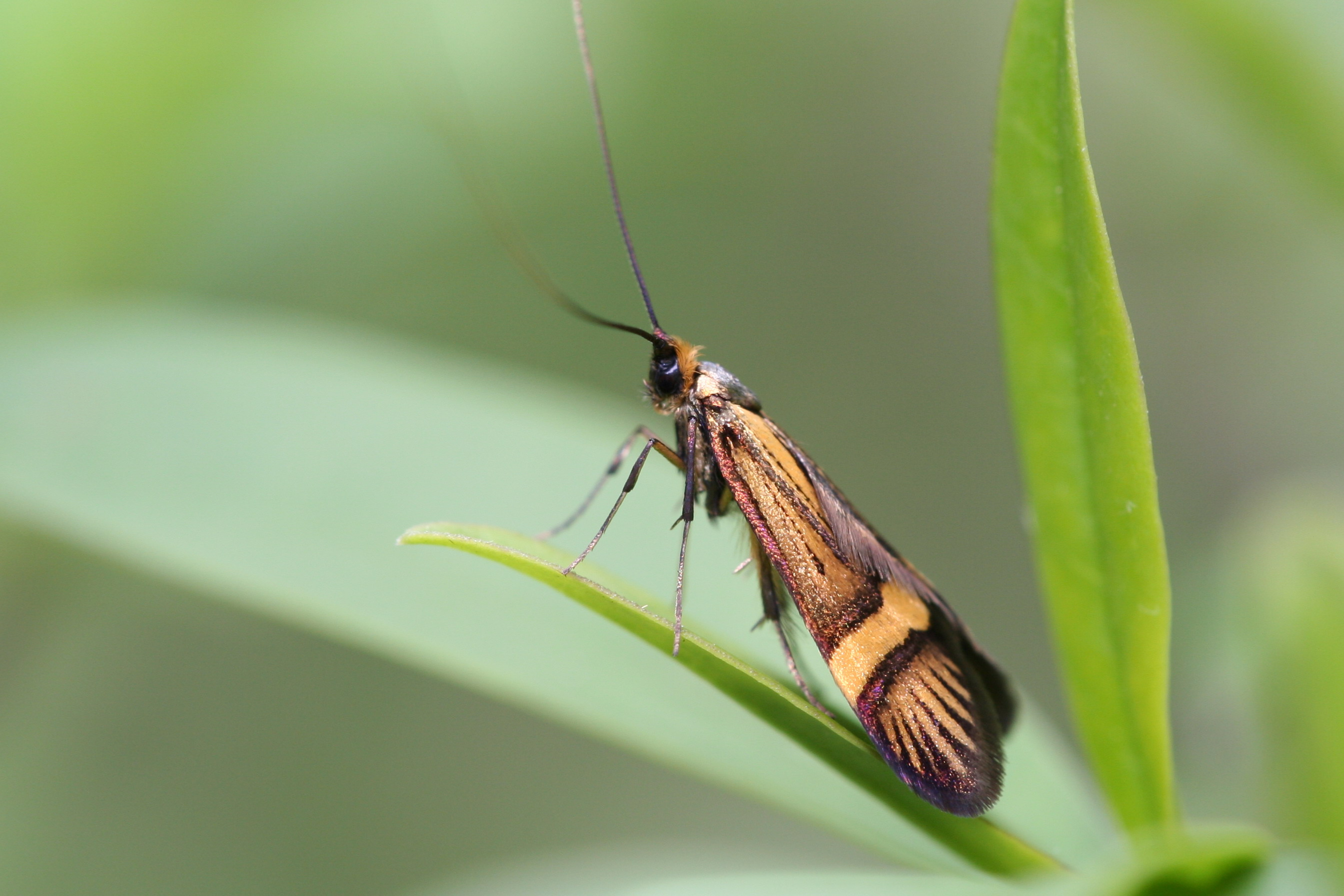
Nemophora degeerella
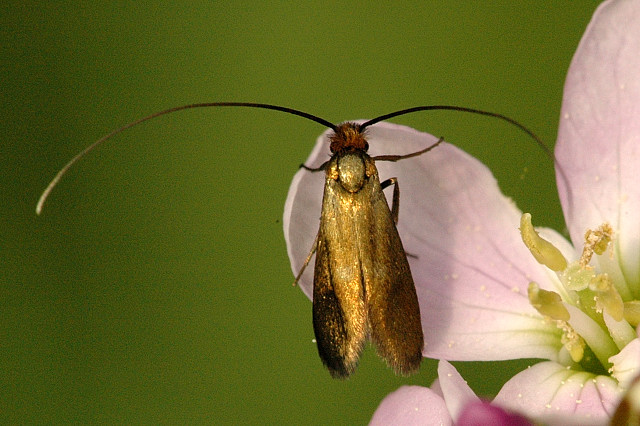
Nemophora metallica
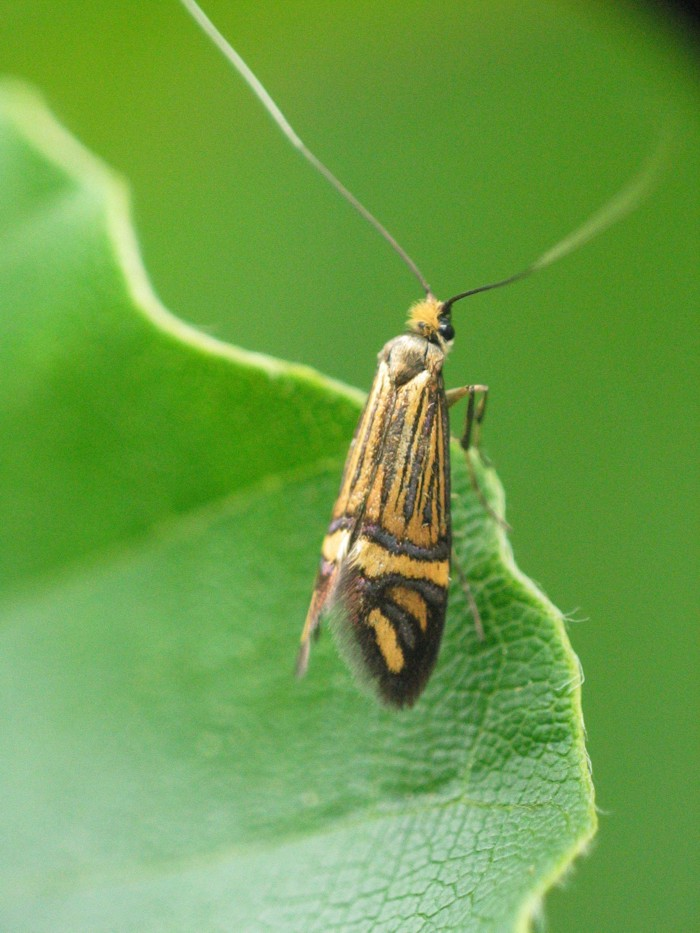
Nemophora ochsenheimerella
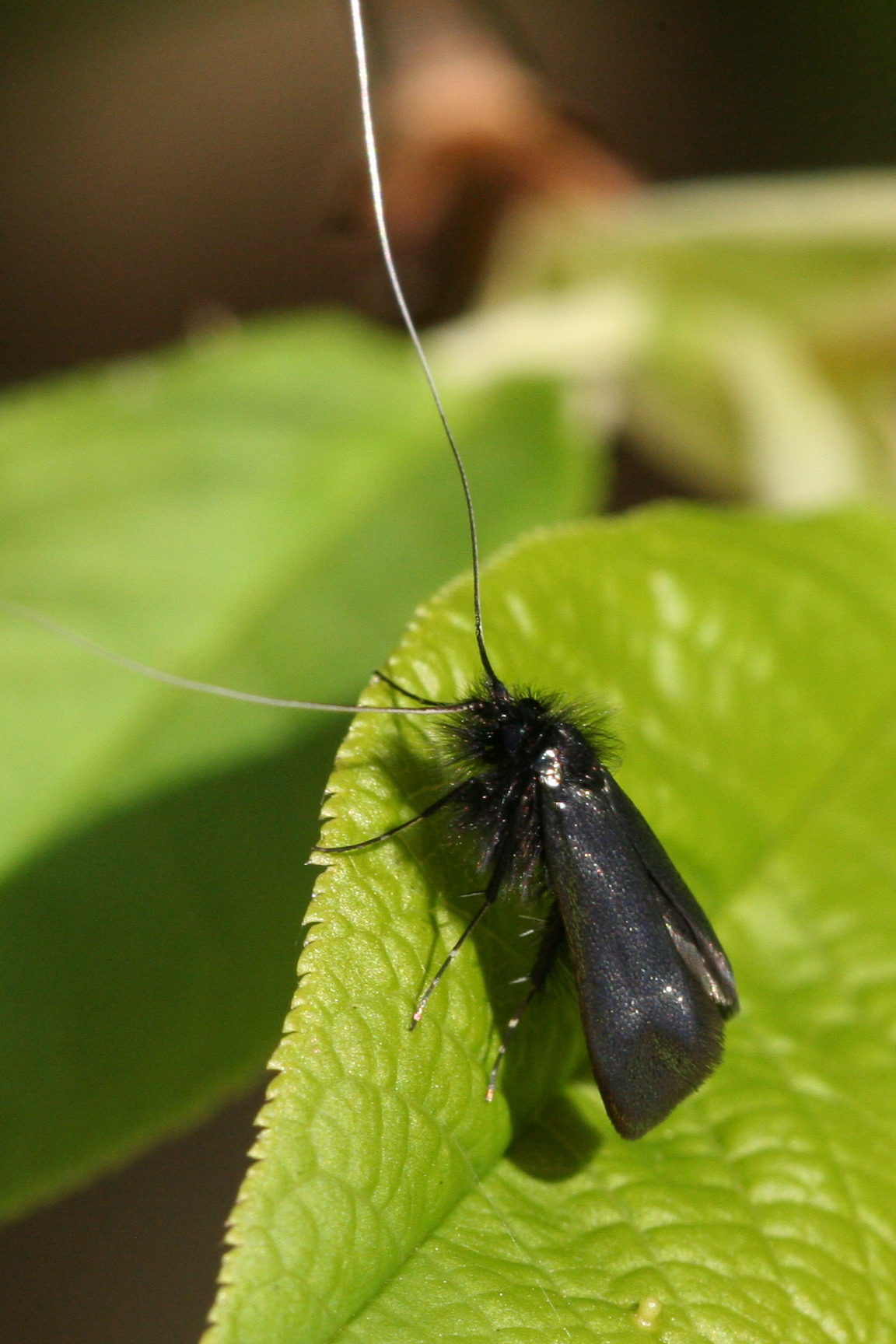
Adela reaumurella
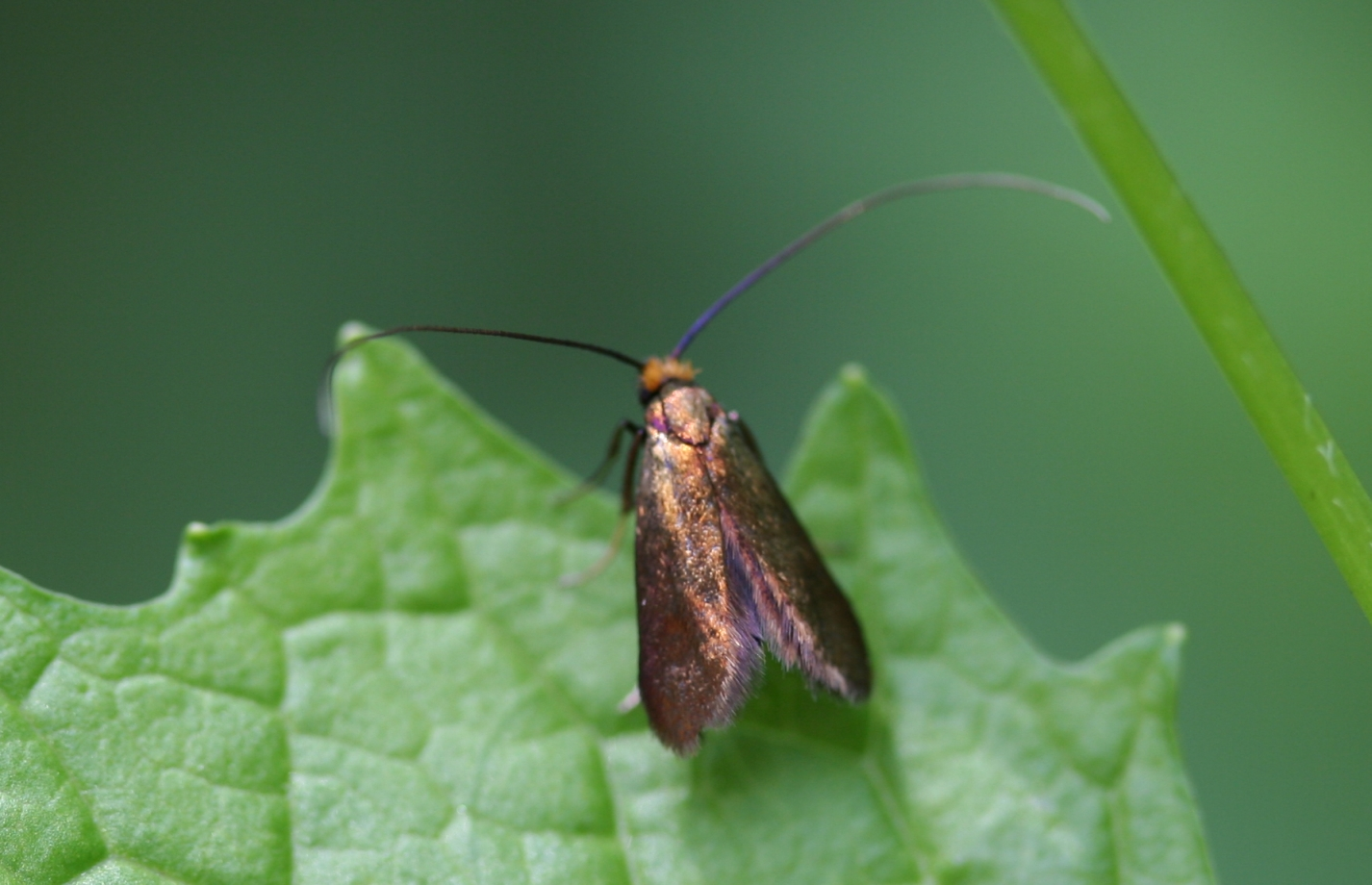
Cauchas rufimitrella